# Фумарола, Тереза
Тереза Фумарола (итал. Teresa Fumarola; 2 декабря 1889 года — 14 мая 2003 года) — итальянская супердолгожительница. До 2005 года являлась старейшим жителем Италии в истории.

## Биография
Тереза Фумарола родилась в городке Сан-Марцано-ди-Сан-Джузеппе в провинции Таранто. Она работала на полях Таранто до 1989 года, когда ей исполнилось 100 лет. Она пережила обоих своих мужей более чем на 40 лет и пятерых из своих 10 детей.
Праздник, посвящённый её 113-летию организовали власти муниципалитета Фраганьяно, где она жила. Также Тереза получила телеграмму от президента Италии Карло Адзельо Чампи.
14 марта 2003 года Тереза Фумарола скончалась в Фраганьяно, Таранто, Италия в возрасте 113 лет, 163 дней. На момент своей смерти она имела 63 внука и 87 правнуков.

## Рекорды долголетия
- 3 января 2002 года, после смерти Антонио Тодде, стала старейшим живущим человеком в Италии.
- 18 апреля 2002 года, после смерти Жермейн Хайе, стала старейшим живущим человеком в Европе.
- До 2005 года являлась старейшим жителем Италии в истории. Её рекорд был побит Вирджинией Дигеро-Дзолецци
- До 2016 года Тереза являлась старейшим жителем региона Апулия. Её рекорд был побит Марией Робуччи-Нарджизо.

## См. Также
- Список старейших людей в мире
- Список старейших женщин
- Список старейших жителей Европы